# Герхардт, Роберт
Роберт Бьюкенен «Боб» Герхардт (англ. Robert Buchanan "Bob" Gerhardt; 3 октября 1903 или 13 октября 1903, Балтимор — 23 января 1989, Erdenheim, Пенсильвания) — американский гребец, выступавший за сборную США по академической гребле в середине 1920-х годов. Бронзовый призёр летних Олимпийских игр в Париже в зачёте распашных четвёрок с рулевым.

## Биография
Роберт Герхардт родился 3 октября 1903 года в городе Балтимор, штат Мэриленд.
Его спортивная карьера была очень короткой и продлилась всего около двух лет. Он начал заниматься академической греблей в местном балтиморском лодочном клубе «Арундел», но вскоре семья переехала в Филадельфию, и там Герхард продолжил подготовку в клубе Pennsylvania Barge Club — здесь сразу же вошёл в состав распашного четырёхместного рулевого экипажа, так как один из участников этой команды решил перейти в парные лодки и выступать индивидуально.
Наивысшего успеха в гребле на международном уровне Роберт Герхардт добился в сезоне 1924 года, когда вошёл в основной состав американской национальной сборной и благодаря череде удачных выступлений удостоился права защищать честь страны на летних Олимпийских играх в Париже. В распашных четвёрках с рулевым благополучно преодолел предварительный квалификационный этап, тогда как в решающем финальном заезде пришёл к финишу третьим позади экипажей из Швейцарии и Франции — тем самым завоевал бронзовую олимпийскую медаль.
После парижской Олимпиады Герхард больше не показывал сколько-нибудь значимых результатов в академической гребле на международной арене.
Впоследствии работал в страховом и брокерском бизнесе.
Умер 23 января 1989 года в Эрденхейме, штат Пенсильвания, в возрасте 85 лет.